# Aphelandra loxensis
Aphelandra loxensis är en akantusväxtart som beskrevs av D. C. Wasshausen. Aphelandra loxensis ingår i släktet Aphelandra och familjen akantusväxter. Inga underarter finns listade i Catalogue of Life.